# Fatubossa
Fatubossa (em tétum:  Fatubosa) é uma aldeia e suco situada no posto administrativo de Aileu, no município homónimo, em Timor-Leste. A área administrativa cobre uma área de 29,31 quilómetros quadrados e no momento do censo de 2015, tinha uma população de 2 033 pessoas.

## Aldeias
- Fatubossa
- Caicasa
- Coulau Udo
- Erehetu
- Hoholete
- Liclaucana
- Uruhua[2]